# Roma-Trento-Trieste
La Roma-Trento-Trieste, conosciuta anche come Corsa dei due Mari, è stata una corsa a tappe maschile di ciclismo su strada, svoltasi nell'aprile 1919 in Italia, da Roma a Trieste.

## Albo d'oro
Aggiornato all'edizione 1919.
| Anno | Vincitore           | Secondo         | Terzo         |
| ---- | ------------------- | --------------- | ------------- |
| 1919 | Costante Girardengo | Gaetano Belloni | Marcel Buysse |